# روب روك
روب روك (بالإنجليزية: Rob Rock)‏ هو مغني أمريكي، ولد في القرن العشرين في أورلاندو في الولايات المتحدة.

## وصلات خارجية
- الموقع الرسمي
- روب روك على موقع ميوزك برينز (الإنجليزية)
- روب روك على موقع أول ميوزيك (الإنجليزية)
- روب روك على موقع ديسكوغز (الإنجليزية)